# Autostrada A13 (Szwajcaria)
Autostrada A13 (Autostrada San Bernardino) – autostrada w Szwajcarii przecinająca kraj południkowo. Jest jedną z najważniejszych magistrali transalpejskich. Łączy rejon Bregencji i południowo-zachodnich Niemiec z południem Europy. Kulminacyjnym elementem trasy jest ponad 6 kilometrowej długości tunel pod Przełęczą San Bernardino. Między  węzłami "Reichenau" i "Mesocco Sud" w związku z przebiegiem przez tereny górskie arteria posiada tylko jedną jezdnię (przekrój 1x2, miejscami 1x3) i oznaczona jest jako droga ekspresowa. Autostrada została oddana do ruchu w 1970 roku i jest fragmentem szlaku E43. Przejazd trasą jest płatny - obowiązują winiety. Autostrada ze względu na liczne obiekty inżynieryjne: tunele i wiadukty oraz krajobrazy jest bardzo atrakcyjna turystycznie.